# Rhynchostegium leptopteridium
Rhynchostegium leptopteridium är en bladmossart som beskrevs av C. Müller 1897. Rhynchostegium leptopteridium ingår i släktet näbbmossor, och familjen Brachytheciaceae. Inga underarter finns listade i Catalogue of Life.